# Lexy (Francia)
Lexy è un comune francese di 3 032 abitanti situato nel dipartimento della Meurthe e Mosella nella regione del Grand Est.

## Società

### Evoluzione demografica
Abitanti censiti